# Estadio 80º Aniversario
El Estadio del 80º Aniversario (en inglés: His Majesty the King's 80th Birthday Anniversary, 5th December 2007 Sports Complex), anteriormente Nakhon Ratchasima Anniversary Stadium, es un estadio ubicado en la ciudad de Nakhon Ratchasima (Khorat) en Tailandia. El estadio fue inaugurado en 2007 y posee una capacidad para cerca de 28 000 personas, es propiedad del club Nakhon Ratchasima FC que participa en la Liga Premier de Tailandia.
El estadio albergó los Juegos del Sudeste Asiático de 2007.

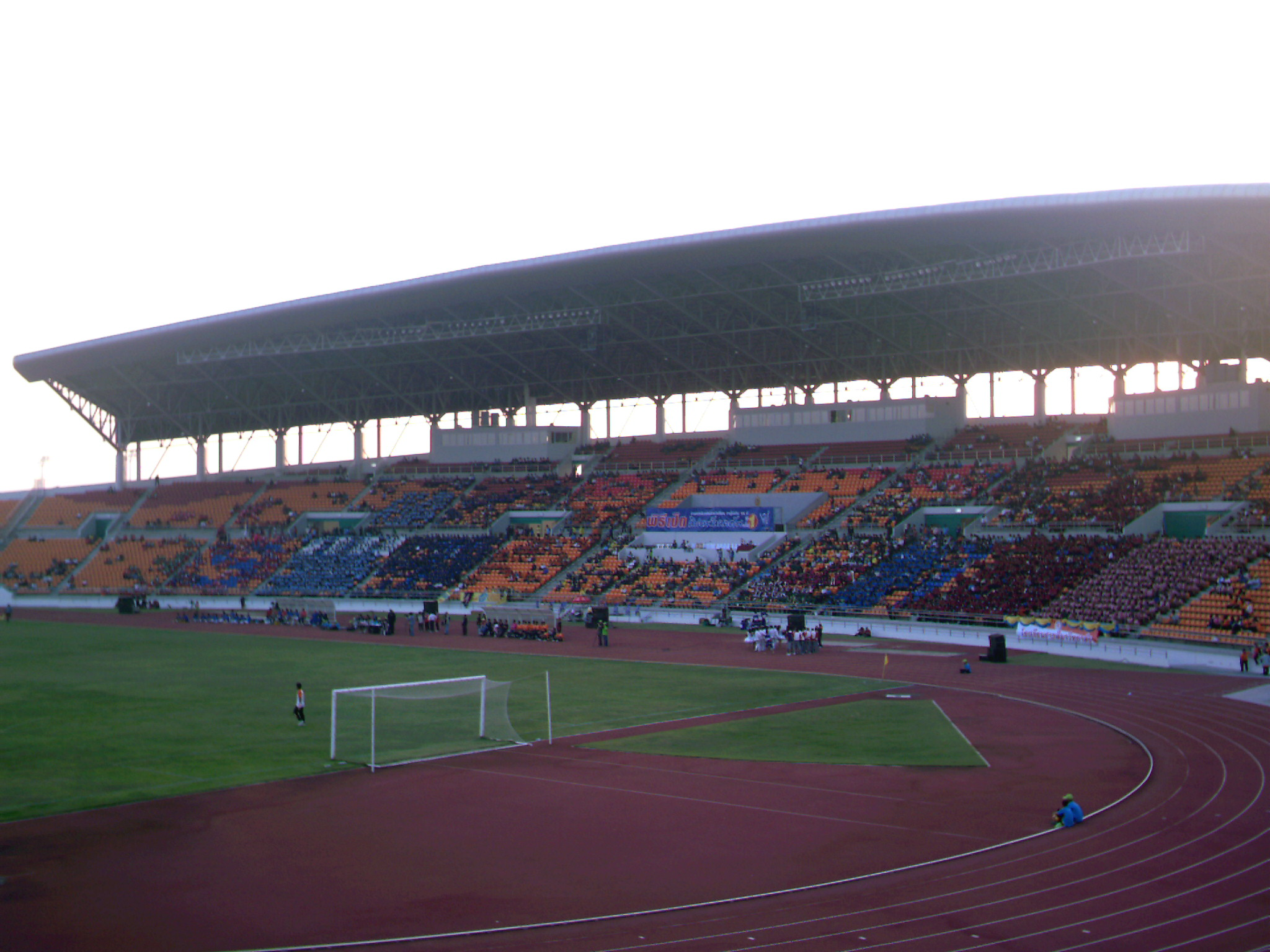
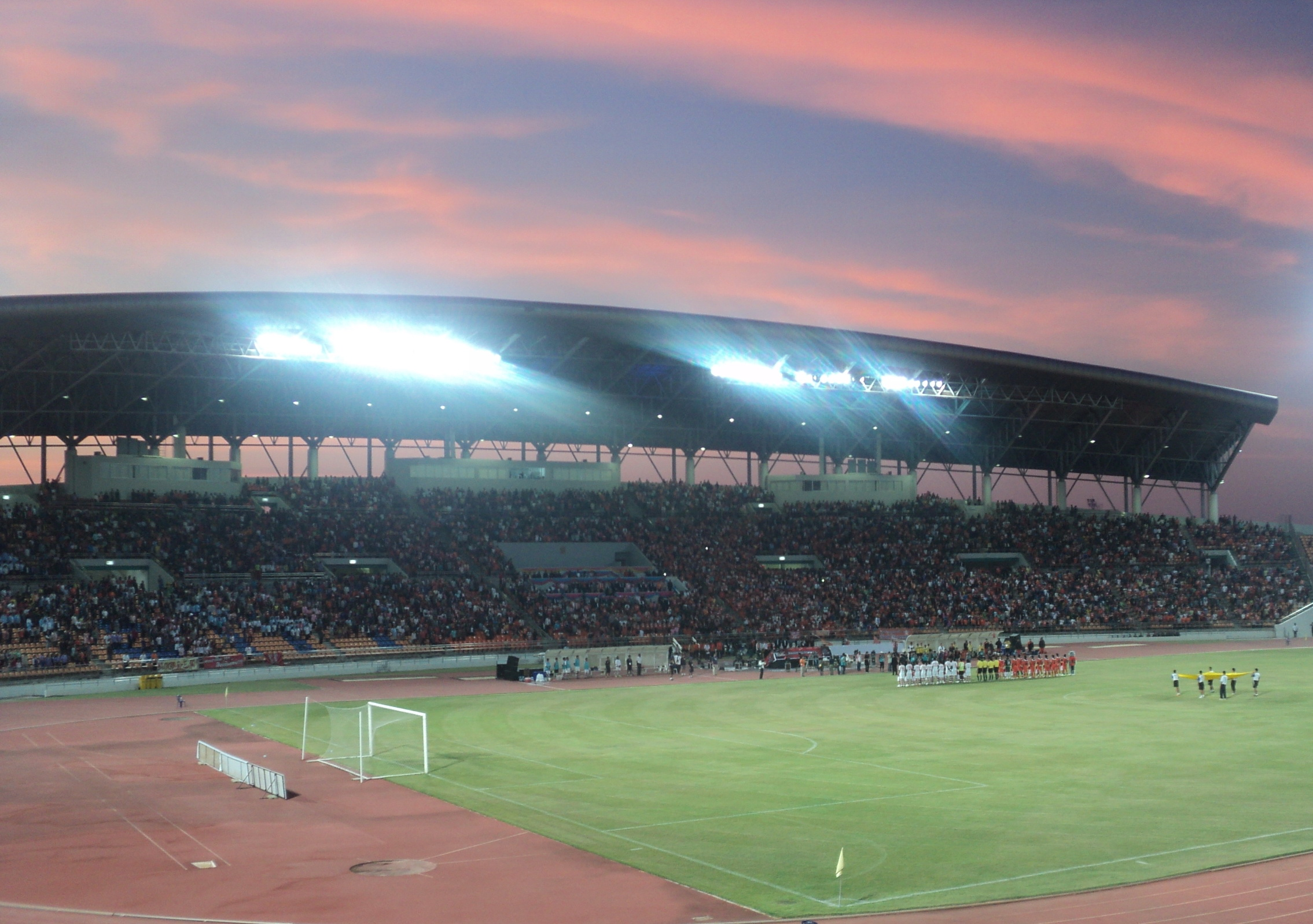